# Плаваюча куля (фонтан)

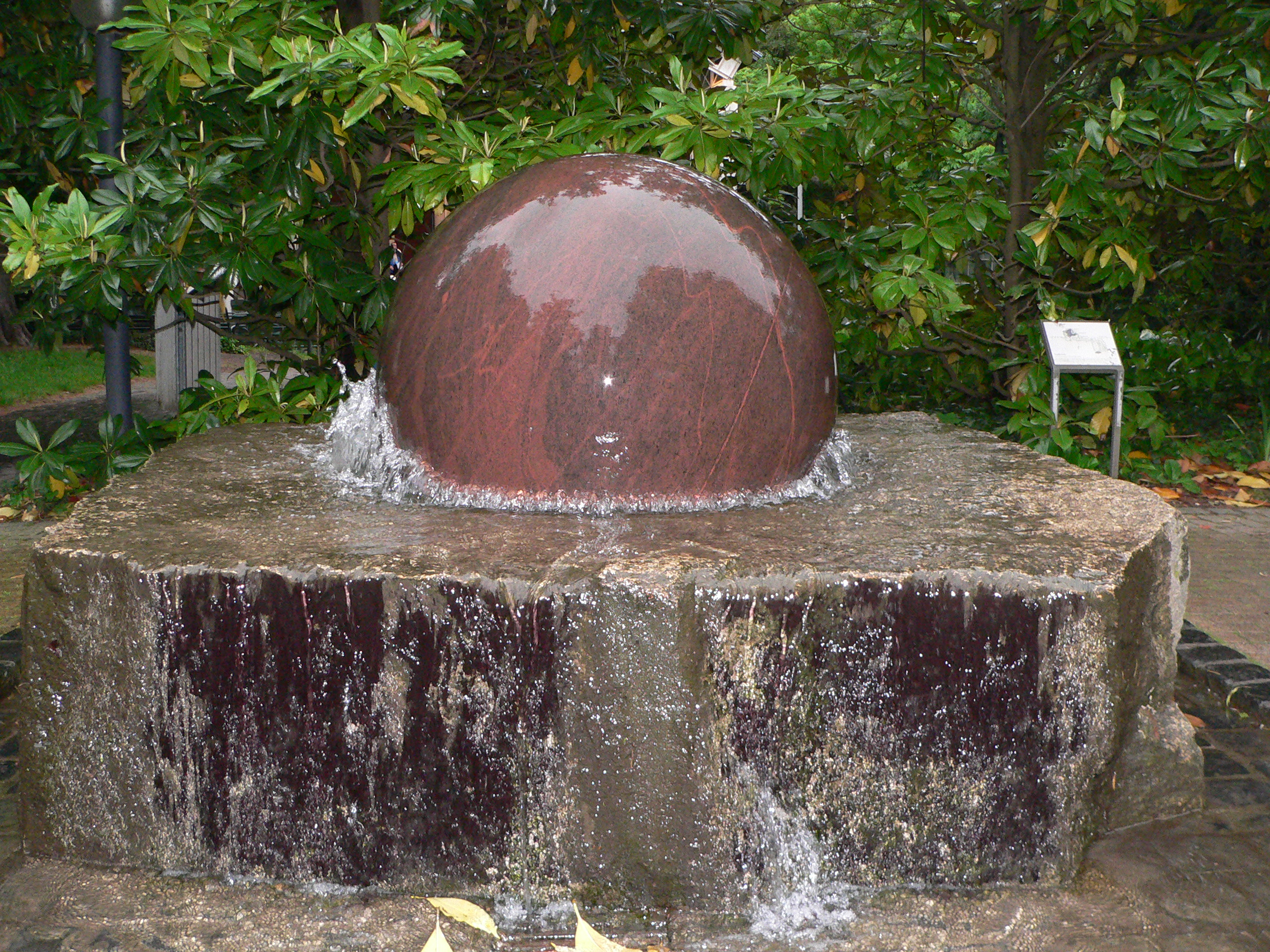
Фонтан «Плаваюча куля» у Франкфурті-на-Майні (Німеччина)

Фонтан «Плаваюча куля» (англ. Floating stone spheres, нім. Auf Wasser gleitende Kugel) — один з оригінальних видів фонтанів, в якому використовується природна властивість нестискуваностї води.
Ця назва ще не стала загальновживаною, хоча і використовується найчастіше. Існують і інші назви: фонтан-«куля, що крутиться», фонтан «Куля», Плаваючий фонтан, Плаваюча куля. Також важко знайти однозначну назву і в інших мовах світу.
У фонтані використовується властивість нестискуваності води: якщо між кулею і її ложем (модулем) закачати під тиском воду, то куля спливе і триматиметься на водній подушці, що утворилася. Але для цього потрібне точне притирання кулі до модуля, при якому проміжок не перевищує, як правило, 200 мікронів. При цьому зусиль рук людини вистачає, щоб розкрутити кулю у будь-якому напрямі.
У багатьох випадках, особливо якщо куля встановлюється на площах і вулицях міст, на її поверхню наносяться малюнки, серед яких переважають схематичні зображення материків і океанів.
Як матеріал для виготовлення кулі використовуються різні поліровані міцні гірські породи або мінерали (можуть бути і штучного походження), але найчастіше граніт або мармур. Не виключено використання напівкоштовних каменів і мінералів, наприклад малахіту або оніксу.
Вага кулі може досягати декількох тонн. Одна з найбільших і масивних у світі «Плаваючих куль» встановлена на стадіоні «Шахтар» в Донецьку. Її діаметр 2,75 метри, маса 28 тонн і вимагає витрати води 340 л/хв при тиску 2,4 бару. Її склеєно з 32 шматків граніту різних відтінків.